# クワイ河に虹をかけた男
『クワイ河に虹をかけた男』(くわいがわににじをかけたおとこ)は、満田康弘によって製作および発表された日本のドキュメンタリー映像作品、またはこれを元に同氏によって執筆されたノンフィクション書籍。前身となるテレビ番組をはじめとして複数のメディアにて発表された。本項目においては、その前身となったテレビ番組のシリーズである『たったひとりの戦後処理』( - せんごしょり)についても解説する。なお、これらに類する映像作品の制作および著作はKSB 瀬戸内海放送が名義を持っている。

## 作品概説
このシリーズは第二次世界大戦(太平洋戦争/大東亜戦争)時における泰緬鉄道建設の現場に大日本帝国陸軍の通訳として居合わせ、捕虜への苛烈な虐待と労働強要の現場を目にするとともに、戦後においては連合軍が行った捕虜墓地捜索隊に参加し、のちにタイのカーンチャナブリー県において泰緬鉄道建設犠牲者の慰霊と、同域周辺の社会活動(奨学金など子どもが中高等教育を受けるための補助制度の創設、無医村群に対する無料巡回医療活動の支援、寺院に対する孤児院創設および同施設運営の支援など)に身を投じた英語教師である永瀬隆の半生、特に最晩年の20年間に密着したドキュメンタリー作品群からなる。
シリーズ作品の直接の初出となったのは1994年にANN系列の『テレメンタリー』で放映された『テレメンタリー'94　たったひとりの戦後処理 ～もうひとつの“戦場にかける橋”物語～』とされる。本作シリーズの制作者である満田は、同系列における岡山・香川エリアの担当放送局・瀬戸内海放送の社員で、同番組のディレクターである。以降の映像作品において、制作および著作が瀬戸内海放送のものとなっているのも、この事による。
満田の永瀬との出会いのきっかけは、満田が1991年に地元新聞紙にて「タイへのボランティア活動をしている人物がいる」記事を読んだ事である。その活動に興味を持った満田が当時、受け持っていた番組に永瀬をゲストに呼べないかと考え、アポイントメントを取り交流が始まったものである。
同番組の放映が、ある程度の反響を呼んだため、以降、満田の受け持った番組枠において数度にわたり、その続編が制作・放映され、2011年2月に一連の取材の内容をまとめた、満田たち番組スタッフ側からの視点による手記が、梨の木舎より『クワイ河に虹をかけた男 - 元陸軍通訳 永瀬隆の戦後』として出版された。だが同年6月の永瀬の死去に伴い『テレメンタリー2011 クワイ河に虹をかけた男 ～最終章・たったひとりの戦後処理～』をもって、テレビ番組のシリーズとしては完結した。
だが、満田たちスタッフが永瀬の半生に付き添って得た映像素材は膨大な量ともなっていたため、これを再編集したドキュメンタリー映画の企画が立ち上がり制作を開始、2016年にこれが公開される運びとなった。なお、この映画の製作に関しては既撮映像の再編集による瀬戸内海放送の単社による企画であるため『テレメンタリー』の主幹および系列キー局であるテレビ朝日ならびに準キー局である朝日放送は積極的には関与しておらず、そのために公開も全国一斉封切の形をとらない巡回公演形式となっている。

## テレビ番組
主には既記の通り『テレメンタリー』において制作されたものであるが、他にも特番枠およびローカル枠で制作されたものもある。
- テレメンタリー '94　たったひとりの戦後処理 ～もうひとつの“戦場にかける橋”物語～（1994年 放映）[1]
- 終戦50周年記念特番　死の鉄道を超えて ～元陸軍通訳の50年～（1995年 放映）[1]
- 55年目の恩返し ～メガネがつなぐ日タイ友好のきずな～（2000年 放映）[1]
- テレメンタリー2000　ナガセからの伝言 ～戦争のない世紀のために～（2000年12月31日 放映）[1][3]
- 特別番組　僕の知らない戦争があった ～駆け出し俳優と元陸軍通訳の二人旅～（2001年 放映）[1]
- テレメンタリー2008　最後の巡礼 ～元陸軍通訳の終わらない戦後～（2008年8月11日 放映）[1][4]
- テレメンタリー2009　45年目のハネムーン ～病室からタイへ…覚悟の巡礼～（2009年8月17日 放映）[1][5]
- テレメンタリー2011　クワイ河に虹をかけた男 ～最終章・たったひとりの戦後処理～（2011年9月26日 放映）[1][6]

## 書籍
既記の通り、2011年に梨の木舎より、同社発刊によるノンフィクションシリーズである『教科書に書かれなかった戦争』の1作(第57巻)として出版された。英語題として『Rainbow Over The River Kwai 』の副題が付されている。
これに関しては番組プロデューサーであった満田が作者としての著作名義を持ち、語られる内容も作者(満田)による一人称によって表現されている。書籍タイトルは前述のテレビ番組のうち『テレメンタリー2008　最後の巡礼 ～元陸軍通訳の終わらない戦後～』の撮影中において、実際にクウェー川鉄橋付近にて虹が観測された事により、そこに満田が楽曲『虹の彼方に』の歌詞イメージと永瀬の業績や人生のイメージという2つのイメージを、思わず心象上でオーバーラップさせた事に由来する。
なお、本書籍の執筆および発刊は、永瀬の妻の死去後すぐであったため、記録執筆された内容がそこまでに留まっている。ゆえにそれ以降の出来事および永瀬の死去までは、本書籍には記されていない。のちに本書のタイトルは、それらについて語られたテレビ版の最終章である『テレメンタリー2011』および、シリーズの総括として制作された映画版(後述)にて使用される事となった。
- 教科書に書かれなかった戦争 PART57『クワイ河に虹をかけた男 - 元陸軍通訳 永瀬隆の戦後』（満田康弘 著 / 梨の木舎 刊 / 2011年2月20日 初版発行） ISBN 978-4-8166-1102-5

## 映画
テレビ番組の終了後、既撮映像素材の再編集をもって、2016年に公表されたドキュメンタリー映画。
全国巡回形式の配給公開となっているため明確な封切というものは存在しない。ただし初上映は2016年7月9日から同年の7月15日まで、岡山市のシネマ・クレールで行われた先行上映である。一方で首都圏での公開は東京都中野区にあるポレポレ東中野にて2016年8月27日から上映されたものが最速となっている。なおポレポレ東中野での上映は、当初2016年9月16日までだったものが、アンコールとして10月1日から11月4日まで再上映となった。

### 映画スタッフ
- 監督（原作）：満田康弘
- 撮影：山田 寛・永澤英人[8]
- 語り（ナレーション）：森田恵子
- 音楽：三好麻友
- CG：森有香
- MA：木村信博
- 編集：吉永順平
- 配給：きろくびと

- 制作：溝内靖晃・黒田雄二
- 制作・著作：KSB瀬戸内海放送

### 評価・受賞
- 第22回 平和・共同ジャーナリスト基金賞 映像部門 奨励賞[9][10]
- 第90回 キネマ旬報ベスト・テン 文化映画部門 第5位[11]